# Лексична насиченість
Лексична насиченість (словникова різноманітність, лексична щільність) – відношення кількості різних слів до загальної кількості слів у тексті, використовується як одна величина, що характеризує текст.

## Обчислення
Алгоритм знаходження лексичної насиченості тексту складається з наступних кроків:
1. Визначення вхідного набору слів - це може бути як змістовний текст чи його частина, так і довільна сукупність слів.
2. Перетворення кожного слова у його словникову форму (для спрощення можна використовувати стемінг, однак варто зазначити, що в такому разі досить велика кількість різних слів будуть перетворені в однакові стеми через недосконалість самих методів стемінгу). При цьому відбувається поправка набору слів.
3. {\displaystyle \mathrm {N} } = кількість слів після перетворення.
4. Видалення усіх дублікатів.
5. {\displaystyle \mathrm {K} } = кількість слів після видалення.
6. Лексична насиченість:

{\displaystyle \mathrm {L} ={K \over N}}

## Поправка набору слів
Під час обчислення лексичної насиченості виникає питання вибору належності невідомих слів (тих, які відсутні в словнику) до того чи іншого набору. Існує чотири підходи до вирішення цього питання:
- Зарахування невідомих слів до загального набору, але не до унікальних слів.
- Зарахування невідомих слів до загального набору і набору унікальних слів.
- Видалення невідомих слів на стадії перетворення у словникові форми.
- Ручний ("ідеальний") розподіл.

Розглянемо ці методи на прикладах.
| Метод                               | Чистий текст: Хвойний ліс — ліс, складений майже винятково з дерев хвойних порід. | Текст із помилкою: Хвойний ліс — лфс, складений майже жкхч винятхово з дерев хвойних порід. | Текст з вірними невідомими словами: Хвойний ліс — екорегіон, що складений майже винятково з дерев хвойних порід. | Текст із помилок: Хшйни лс - нс, слдн майже ванаттово с дерів хшйни пірід. |
| ----------------------------------- | --------------------------------------------------------------------------------- | ------------------------------------------------------------------------------------------- | --- | -------------------------------------------------------------------------- |
| Невідомі слова у загальному наборі  | N=10, K=8, L=0.8                                                                  | N=11, K=7, L=0.64                                                                           | N=11, K=8, L=0.73                                                                                                | N=10, K=1, L=0.1                                                           |
| Невідомі слова в унікальному наборі | N=10, K=8, L=0.8                                                                  | N=11, K=10, L=0.91                                                                          | N=11, K=10, L=0.91                                                                                               | N=10, K=9, L=0.9                                                           |
| Видалення невідомих слів            | N=10, K=8, L=0.8                                                                  | N=8, K=7, L=0.875                                                                           | N=9, K=8, L=0.889                                                                                                | N=1, K=1, L=1                                                              |
| Ручний розподіл                     | N=10, K=8, L=0.8                                                                  | N=10, K=8, L=0.8                                                                            | N=11, K=10, L=0.91                                                                                               | N=1, K=1, L=1                                                              |
| Найближчий до ідеального метод      | 1, 2, 3                                                                           | 3                                                                                           | 2 | 3                                                                          |

Отже, доцільно використовувати метод видалення невідомих слів на стадії перетворення у словникові форми. Незважаючи на те, що текст з вірними невідомими словами - найпоширеніший випадок, у ньому обраний метод хоч і не є найкращим, але все ж має досить невелике відхилення від результату ручного розподілу.
Окремою проблемою є визначення належності для іншомовних слів. Якщо їх кількість незначна, у порівнянні з об'ємом тексту, можна віднести такі слова до невідомих.

## Оцінка лексичної насиченості
Щоб отримати об'єктивне враження про лексичну насиченість тексту, необхідно обчислене відношення привести до значення на певній шкалі. Наприклад, перетворити у проценти. Однак в цьому випадку постане серйозна проблема нелінійного зменшення такого значення зі збільшенням кількості слів.
Якщо взяти реальний текст довжиною десять слів, то його лексична насиченість буде в межах 80%-100%. Якщо кількість слів 1000, то лексична насиченість вже падає до 50%. З точки 200 тисяч слів (у вхідному тексті) кількість різних слів фактично перестане збільшуватись. 
Одним зі способів вирішити цю проблему є визначення пікових значень лексичної насиченості на реальних текстах довжиною у 100, 500, 1000, 2000, 5000 і т.д. слів (що більше значень, то краще) та взяти відповідні пікові значення в певному околі за 100%.

## Зміна лексичної насиченості
Вирішення такої задачі базується на виділенні окремих груп певної кількості слів.
Тут {\displaystyle {a_{i}}} – слово із тексту; {\displaystyle {K_{j}}} – обчислене значення насиченості для j-ї групи слів довжиною n, {\displaystyle {j=}{\overline {1,N}}}. Фактично, відбувається просування блоку, що відповідає за початок та кінець тексту для обчислення насиченості, на одне слово для кожної нової точки графіка (масиву значень). Тому число точок на результуючому графіку становитиме D = N – n + 1.
Алгоритм обчислення зміни насиченості:
1. Отримання блоку перших n слів із перетворених у словникові форми слів тексту
2. Обчислення насиченості одержаного блоку та збереження її в результуючий масив
3. Якщо останнє слово блоку – це останнє слово перетвореного тексту, то завершити процедуру
4. Відкинути перше слово та перейти на пункт 1.

Для зручності інтерпретації результатів аналізу тексту фахівцями варто відображати графік залежності лексичної насиченості блоку від позиції у тексті.
Проаналізувавши декілька творів при різних значеннях n, було визначено, що аналіз графічного результату варто проводити, коли n=500. При значно більших чи значно менших значеннях графік згладжується, адже різниця в насиченості стає мінімальною (при великих значеннях n вона завжди низька, а при малих значеннях n – завжди висока).